# Asota purimargo
Asota purimargo là một loài bướm đêm trong họ Erebidae.